# Gierasowa Góra
Gierasowa Góra – wzgórze o wysokości 421,5 m n.p.m.. Znajduje się na Wyżynie Olkuskiej pomiędzy miejscowościami Filipowice (na działce wsi nr 760) a Karniowicami w województwie małopolskim. Z zachodnich stoków wypływa potok, który tworzy rzekę Dulówkę, ze wschodnich zboczy potoki zasilają Filipówkę, a z południowej strony wypływa potok, który wpływa w zachodniej części Woli Filipowskiej do Dulówki. Na południowym zboczu położony jest Las Kozik.